# Floscularia armata
Floscularia armata är en hjuldjursart som beskrevs av Segers 1997. Floscularia armata ingår i släktet Floscularia och familjen Flosculariidae. Inga underarter finns listade i Catalogue of Life.